# Засов Анатолій Володимирович
Анатолій Володимирович Засов (нар. 1941) — радянський і російський вчений і педагог, професор кафедри астрофізики та зоряної астрономії фізичного факультету МДУ (1990), член Вченої ради ДАІШ.

## Біографія
Народився 3 жовтня 1941 року в селі Борисоглібськ Ярославської області РРФСР.
Після закінчення середньої школи вступив на фізичний факультет МДУ, який закінчив у 1964 році. Вся подальша наукова діяльність Анатолія Засова пов'язана з Державним астрономічним інститутом імені Штернберга (ДАІШ), де він пройшов шлях від старшого лаборанта до професора. Захистив кандидатську дисертацію 1970 року, докторську — 1989 року.
Працює в ДАІШ, співпрацює зі Спеціальною астрофізичною обсерваторією РАН, фізичним факультетом Волгоградського державного університету. Відомий науково-популяризаторською діяльністю: лекціями в Політехнічному музеї, Московському планетарії та ін.
О. В. Засов — автор понад 150 наукових праць, співавтор кількох підручників фізики та астрономії для школи та навчального посібника «Загальна астрофізика» для студентів фізичних спеціальностей вишів.

## Вибрані праці
- А. В. Засов, К. А. Постнов. Общая астрофизика. учебное пособие для студентов ВУЗов, обучающихся по специальностям: 010701 — Физика, 010702 — Астрономия. — Фрязино : Век 2, 2006. — 493 с. — ISBN 5-85099-169-7.
- Цветков В. И. Звездное небо: Галактики, созвездия, метеориты / В. И. Цветков; под ред. доктора физ.-мат. наук А. В. Засова; [науч. рец.: А. В. Засов].-М.: #эксмодетство, 2018. — 63, [1] с.: ил.; 24 см — (Популярная научно-практическая энциклопедия современных знаний). — ISBN 978-5-04-094183-4

## Нагороди
- Державна премія РФ (2003)
- Премія Астрономічного товариства (1996)
- Премія ім. М. В. Ломоносова II ступеня (1996)